# Antoinette Kipulu Kabenga
Antoinette Kipulu Kabenga est une femme politique de la république démocratique du Congo. Elle est nommée ministre de la Formation professionnelle et des Métiers par le président Félix Tshisekedi dans le gouvernement Lukonde le 12 avril 2021.
Elle est députée nationale élue de Masi Manimba dans la province de Kwilu, et a été membre du parti politique Parti du peuple pour la reconstruction et la démocratie (PPRD). 

## Biographie
En tant que ministre de la Formation professionnelle et des Métiers, Antoinette Kipulu Kabenga a initié plusieurs projets visant à renforcer les compétences des jeunes Congolais. En novembre 2021, elle a salué le partenariat entre l’UNICEF et Kinshasa Digital Academy dans le cadre du programme « Génération sans limites », qui vise à former 10 millions de jeunes aux métiers du numérique d’ici 2030,.
En 2022, elle a lancé le Programme de développement local des 145 territoires, volet Formation professionnelle et Métiers, à Kabeya Kamwanga, avec pour objectif de doter chaque territoire de la RDC d’infrastructures de formation professionnelle de qualité. 
En février 2023, elle a lancé les travaux de construction d’un centre de formation professionnelle à Masimanimba, dans la province du Kwilu. 
En mai 2024, avec l’appui de l’UNFPA et de l’Ambassade de Norvège en RDC, elle a honoré plus de 200 jeunes filles désœuvrées formées par l’ONG CREEIC dans des domaines tels que la coupe et couture, l’esthétique, la coiffure, l’informatique et l’alphabétisation. 
En novembre 2022, elle a lancé la 4e édition du Forum International des Femmes à Kinshasa, organisé par GIKA Corporation, axé sur les enjeux du digital en Afrique par les femmes. 

## Controverses
En octobre 2024, l’Inspection générale des Finances (IGF) a révélé qu’aucune école de formation professionnelle n’avait été construite ou achevée, malgré un paiement de 5,5 millions de dollars alloué à cet effet. L’IGF a demandé une interdiction de sortie du territoire contre Antoinette Kipulu Kabenga et d’autres responsables impliqués. 